# Weston (Northamptonshire)
Pour les articles homonymes, voir Weston.
Weston est un village du Northamptonshire, en Angleterre.